# Tin Man (pel·lícula de 1983)
Tin Man és una pel·lícula dramàtica estatunidenca del 1983 dirigida per John G. Thomas i protagonitzada per Timothy Bottoms, John Phillip Law, Deana Jurgens, Troy Donahue i Richard Stahl. Va formar part de la secció oficial del Festival Internacional de Cinema de Sant Sebastià 1983.

## Argument
Un mecànic d'automòbils sord inventa un ordinador perquè pugui escoltar i parlar. Quan intenta patentar el seu invent és aprofitat per un venedor egoista.

## Repartiment

### Principal
- Timothy Bottoms com a Casey
- Deana Jurgens com a Marcia
- John Phillip Law com el Dr. Edison
- Troy Donahue com a Lester
- Richard Stahl com a Tyson

### Suport
- Gerry Black com Maddox
- Brian Avery com a Forbes
- Hank Underwood com a Big Bob
- Michael W. Green com Slim
- Lori Hennessey com a Cynthia
- L. Burton Williams com Johnson
- Walter G. Zeri com a Wesson (acreditat com a Walter Zeni)
- Aaron Biston com a Pizza #1
- Jay Elher com a Pizza #2
- Rae Maguire com a infermera
- Jane Finstrom com a Taco Bell Girl #1
- Laurette Healy com a Taco Bell Girl #2
- Don Phillips com a policia
- Will MacMillan com a Artie